# إدي برايس الثالث
إدي برايس الثالث (بالإنجليزية: Eddie Price III)‏ هو لاعب كرة قدم أمريكية وشخصية أعمال أمريكي، ولد في 1953.